# Sylvia Arnold
Sylvia Arnold (Dresde, Alemania; 10 de diciembre de 1990) es una exfutbolista alemana. Jugó como centrocampista y su último equipo fue el SC Sand de la Bundesliga de Alemania. Formó parte del combinado que ganó la Copa Mundial Femenina de Fútbol Sub-20 del 2010, anotando dos goles.

## Clubes
| Club        | País     | Año         |
| ----------- | -------- | ----------- |
| FF USV Jena | Alemania | 2006 - 2012 |
| SC Friburgo | Alemania | 2012 - 2017 |
| SC Sand     | Alemania | 2017 - 2019 |

## Títulos

### Campeonatos internacionales
| Título                                 | Equipo                | Sede     | Año  |
| -------------------------------------- | --------------------- | -------- | ---- |
| Copa Mundial Femenina de Fútbol Sub-20 | Selección de Alemania | Alemania | 2010 |